# Sosnowce (Białoruś)
Sosnowce (biał. Сасноўцы; ros. Сосновцы) – wieś na Białorusi, w obwodzie witebskim, w rejonie szarkowszczyńskim, w sielsowiecie Jody.
Dawniej używana nazwa – Sosnówka.

## Historia
W czasach zaborów w gminie Przebrodź, w powiecie dzisieńskim, w guberni wileńskiej Imperium Rosyjskiego. Należała do dóbr skarbowych Przebrodź
W latach 1921–1945 wieś leżała w Polsce, w województwie wileńskim, w powiecie dziśnieńskim (od 1926 w powiecie brasławskim), w gminie Jody.
Według Powszechnego Spisu Ludności z 1921 roku zamieszkiwało tu 227 osób, 4 były wyznania rzymskokatolickiego a 223 prawosławnego. Jednocześnie 14 mieszkańców zadeklarowało polską a 213 białoruską przynależność narodową. Było tu 40 budynków mieszkalnych. W 1931 w 31 domach zamieszkiwało 235 osób.
Wierni należeli do parafii rzymskokatolickiej w Borodzieniczach i parafii prawosławnej w Jodach. Miejscowość podlegała pod Sąd Grodzki w Brasławiu i Okręgowy w Wilnie; właściwy urząd pocztowy mieścił się w Jodach.
W wyniku napaści ZSRR na Polskę we wrześniu 1939 miejscowość znalazła się pod okupacją sowiecką. 2 listopada została włączona do Białoruskiej SRR. Od czerwca 1941 roku pod okupacją niemiecką. W 1944 miejscowość została ponownie zajęta przez wojska sowieckie i włączona do Białoruskiej SRR.
Od 1991 w składzie niepodległej Białorusi.